# Golf ai XIV Giochi del Mediterraneo
I tornei di  Golf ai XIV Giochi del Mediterraneo hanno previsto competizioni individuali e a squadre sia maschili che femminili, per un totale di 4 medaglie d'oro.

## Podi
| Evento      | Oro                                                  | Argento                                                        | Bronzo                                               |  |
| Uomini      |                                                      |                                                                |                                                      |  |
| Individuale | Philippe Lima                                        | Ali Hammoud                                                    | Carlos Del Corral                                    |  |
| A squadre   | Francia Gregory Bourdy Gregory Lecuona Philippe Lima | Spagna Rafael Cabrera Carlos Del Corral Alfredo Garcia Heredia | Libano Mazen Hamdan Ali Hammoud Cheikh Mouss El-Zein |  |
| Donne       |                                                      |                                                                |                                                      |  |
| Individuale | Sophie Giquel                                        | Marta Prieto                                                   | Tania Elosegui                                       |  |
| A squadre   | Spagna Carmen Alonso Tania Elosegui Marta Prieto     | Francia Maitena Alsuguren Sophie Giquel Alexandra Vilatte      | Italia Tullia Calzavara Diana Luna Barbara Paruscio  |  |

## Medagliere
| Posizione | Paese   |   |   |   | Totale |
| --------- | ------- | - | - | - | ------ |
| 1         | Francia | 3 | 1 | 0 | 4      |
| 2         | Spagna  | 1 | 2 | 2 | 5      |
| 3         | Libano  | 0 | 1 | 1 | 2      |
| 4         | Italia  | 0 | 0 | 1 | 1      |
| Totale    | Totale  | 4 | 4 | 4 | 12     |